# Liste der Baudenkmale in Gadebusch
In der Liste der Baudenkmale in Gadebusch sind alle denkmalgeschützten Bauten der mecklenburgischen Stadt Gadebusch und ihrer Ortsteile aufgelistet. Grundlage ist die Veröffentlichung der Denkmalliste des Kreises Nordwestmecklenburg mit dem Stand vom 16. September 2020. 

## Baudenkmale nach Ortsteilen

### Gadebusch
| ID   | Lage                                | Bezeichnung                                                                                          | Beschreibung | Bild                                                                                                 |
| ---- | ----------------------------------- | --- | --- | --- |
| 1660 | Amtsstraße / Schlossberg            | Aulagebäude                                                                                          | | |
| 373  | Am Markt 1 (Karte)                  | Rathaus mit Ratsdienerhaus                                                                           | 2-gesch. Backsteinbau im Kern von um 1340; im 15. Jh. verlängert, 1618 umgebaut Gerichtslaube; Ratsdienerhaus in Fachwerk von um 1580; Sanierungen von 1997 bis 2001. | Rathaus mit Ratsdienerhaus                                                                           |
| 319  | Am Markt 4 (Karte)                  | Wohn- und Geschäftshaus                                                                              | | |
| 321  | Am Stadtwald 1 (Karte)              | Villa                                                                                                | | |
| 322  | Am Stadtwald 2 (Karte)              | Villa                                                                                                | | |
| 323  | Am Stadtwald                        | ehem. Schützenhaus                                                                                   | | |
| 324  | Am Stadtwald (Karte)                | Kriegerdenkmal 1914/1918                                                                             | | Kriegerdenkmal 1914/1918                                                                             |
| 325  | Am Volkspark 2                      | Wohnhaus                                                                                             | | |
| 326  | Amtsstraße 2-3 (Karte)              | Schule mit Nebengebäude und Turnhalle in der Schäferstraße                                           | | |
| 327  | Amtsstraße 4 (Karte)                | Wohnhaus                                                                                             | 1-gesch., saniertes Fachwerkhaus mit Satteldach und großem Dacherker | Wohnhaus                                                                                             |
| 328  | Bahnhofstraße (Karte)               | Bahnhof m. Empfangsgebäude, Güterboden, Nebengebäude, Weichensteller (Nr. 2) und Eisenbahnerwohnhaus | 1 und 3-gesch. verputzte Gebäudeanlage mit oberen Fachwerkgeschoss der 1897 eröffneten Bahnstrecke Schwerin–Rehna; heute Restaurant | Bahnhof m. Empfangsgebäude, Güterboden, Nebengebäude, Weichensteller (Nr. 2) und Eisenbahnerwohnhaus |
| 329  | Bahnhofstraße 2 (Karte)             | Wohnhaus                                                                                             | | Wohnhaus                                                                                             |
| 330  | Färberstraße 5 (Karte)              | Wohnhaus                                                                                             | | |
| 331  | Färberstraße 7 (Karte)              | Wohnhaus                                                                                             | | |
| 332  | Färberstraße 16 (Karte)             | Wohnhaus                                                                                             | 1-gesch., saniertes Fachwerkhaus mit Satteldach und Durchfahrtstor | |
| 333  | Färberstraße 22 (Karte)             | Wohnhaus                                                                                             | | |
| 334  | Färberstraße                        | Lagerhaus des ehem. Kaufhauses                                                                       | | |
| 335  | Friedhof (Karte)                    | Grabstätte Agnes Karll und der poln. Zwangsarbeiter, Eisenkreuz von 1865 u. Mausoleum?               | | |
| 336  | Gagarin-Platz                       | Ehrenmal der Opfer des Faschismus                                                                    | | |
| 337  | Güstower Weg 10 (Karte)             | Wohnhaus                                                                                             | | |
| 338  | Güstower Weg 13/15 (Karte)          | Wohnhaus                                                                                             | | |
| 339  | Jarmsdorfer Straße 8 (Karte)        | | | |
| 341  | Johannes-Stelling-Straße 24 (Karte) | Gasthof                                                                                              | | |
| 342  | (Karte)                             | Kirche                                                                                               | Spätromanische und frühgotische dreischiffige, dreijochige Hallenkirche von um 1215/30 aus Backstein mit Turmjoch; 3-jochiger und 3-schiffiger, rechteckiger Chor mit Apsis; niedriger Westturm von 1292 mit Pyramidenhelm; zwei gotische Kapellenanbauten vom 15. Jh. und dazwischen Lützow-Kapelle mit Renaissance-Giebel vom 16. Jh.; Innen: farbliche Gestaltung vom 13. Jh., Taufkessel von 1450, Chorgestühl um 1460, Kanzel von 1607, Orgel von 1980; Sanierung von 1955. | Kirche                                                                                               |
| 343  | Lübsche Straße 12 (Karte)           | Wohnhaus                                                                                             | | |
| 344  | Lübsche Straße 20/22 (Karte)        | Wohnhaus                                                                                             | 2-gesch., saniertes, verklinkertes Haus mit Satteldach | Wohnhaus                                                                                             |
| 345  | Lübsche Straße 26 (Karte)           | Wohnhaus                                                                                             | | |
| 347  | Mühlenstraße 1 (Karte)              | Wohnhaus                                                                                             | | |
| 348  | Mühlenstraße 2 (Karte)              | Wohnhaus                                                                                             | | |
| 349  | Mühlenstraße 3 (Karte)              | Wohnhaus                                                                                             | | |
| 350  | Mühlenstraße 6 (Karte)              | Wohnhaus                                                                                             | | |
| 351  | Mühlenstraße 7 (Karte)              | Wohnhaus                                                                                             | | Wohnhaus                                                                                             |
| 352  | Mühlenstraße 8 (Karte)              | Wohnhaus                                                                                             | | |
| 353  | Mühlenstraße 10 (Karte)             | Wohnhaus                                                                                             | | |
| 354  | Mühlenstraße 12 (Karte)             | Wohnhaus                                                                                             | | |
| 356  | Mühlenstraße 17 (Karte)             | Wohnhaus                                                                                             | | Wohnhaus                                                                                             |
| 357  | Mühlenstraße 19 (Karte)             | Wohnhaus                                                                                             | | Wohnhaus                                                                                             |
| 358  | Mühlenstraße 20 (Karte)             | Wohnhaus                                                                                             | | Wohnhaus                                                                                             |
| 359  | Mühlenstraße 22 (Karte)             | Wohnhaus                                                                                             | | Wohnhaus                                                                                             |
| 360  | Mühlenstraße 24 (Karte)             | Wohnhaus                                                                                             | | Wohnhaus                                                                                             |
| 361  | Mühlenstraße 25 (Karte)             | Wohnhaus                                                                                             | | |
| 362  | Mühlenstraße 28 (Karte)             | Wohnhaus                                                                                             | | Wohnhaus                                                                                             |
| 363  | Mühlenstraße 30 (Karte)             | Wohnhaus                                                                                             | | Wohnhaus                                                                                             |
| 364  | Mühlenstraße 36 (Karte)             | ehemalige Feuerwache                                                                                 | | ehemalige Feuerwache                                                                                 |
| 365  | Mühlenstraße 38 (Karte)             | ehem. Pförtnerhaus                                                                                   | | |
| 366  | Mühlenstraße 39 (Karte)             | ehemaliges Landambulatorium                                                                          | | |
| 367  | Mühlenstraße                        | Transformatorenhaus                                                                                  | | |
| 368  | Platz der Freiheit 1 (Karte)        | altes Pfarrhaus                                                                                      | | altes Pfarrhaus                                                                                      |
| 369  | Platz der Freiheit 2 (Karte)        | Postamt                                                                                              | | Postamt                                                                                              |
| 370  | Platz der Freiheit 4 (Karte)        | neues Pfarrhaus                                                                                      | | neues Pfarrhaus                                                                                      |
| 371  | Platz der Freiheit 5 (Karte)        | Wohnhaus                                                                                             | | Wohnhaus                                                                                             |
| 372  | Platz der Freiheit 6 (Karte)        | Wohnhaus                                                                                             | | |
| 374  | Rehnaer Straße 8 (Karte)            | Wohnhaus                                                                                             | | |
| 375  | Rehnaer Straße 26 (Karte)           | Wohnhaus                                                                                             | | |
| 376  | Amtsstraße 6/6a (Karte)             | Schloss mit Fachwerkgebäuden im Hof                                                                  | Ehemaliges Herzog-Schloss von 1571/73 am Platz einer ehem. slawischen Burg vom 8. Jahrhundert bzw. festen Fürstenburg vom 13. Jh.; 3-gesch. Hauptgebäude von 1571 im Stil der Backsteinrenaissance nach Plänen von Christoph Haubitz. | Weitere Bilder                                                                                       |
| 377  | Schulstraße 24 (Karte)              | Wohnhaus                                                                                             | | |
| 378  | Schulstraße 37 (Karte)              | Wohnhaus                                                                                             | | |
| 379  | Schulstraße 39 (Karte)              | Wohnhaus                                                                                             | | |
| 380  | Schweriner Straße 4 (Karte)         | Wohnhaus                                                                                             | | Wohnhaus                                                                                             |
| 381  | Schweriner Straße 6 (Karte)         | Wohnhaus                                                                                             | | Wohnhaus                                                                                             |
| 382  | Schweriner Straße 14 (Karte)        | Wohnhaus                                                                                             | | Wohnhaus                                                                                             |
| 383  | Schweriner Straße 15 (Karte)        | Wohnhaus                                                                                             | | Wohnhaus                                                                                             |
| 385  | Schweriner Straße 22 (Karte)        | Wohnhaus                                                                                             | | Wohnhaus                                                                                             |
| 387  | Schweriner Straße 28 (Karte)        | Wohnhaus                                                                                             | | Wohnhaus                                                                                             |
| 389  | Schweriner Straße 40 (Karte)        | Wohnhaus                                                                                             | | Wohnhaus                                                                                             |
| 390  | Schweriner Straße 43 (Karte)        | Speicher                                                                                             | | Weitere Bilder                                                                                       |
| 391  | Schweriner Straße 42 (Karte)        | Wohnhaus                                                                                             | | Wohnhaus                                                                                             |
| 392  | Schweriner Straße 53 (Karte)        | Wohnhaus                                                                                             | | Wohnhaus                                                                                             |
| 393  | Schweriner Straße 58 (Karte)        | Wohnhaus                                                                                             | | Wohnhaus                                                                                             |
| 394  | Stadtwald (Karte)                   | Bismarckstein                                                                                        | | Bismarckstein                                                                                        |
| 395  | Stadtwald (Karte)                   | Ehrenmal der Sowjetarmee                                                                             | | Ehrenmal der Sowjetarmee                                                                             |
| 396  | Stadtwald (Karte)                   | Gedenkstein zur 700-Jahrfeier der Stadt                                                              | | |
| 397  | Steinstraße 1 (Karte)               | Wohnhaus                                                                                             | | Wohnhaus                                                                                             |
| 398  | Steinstraße 2 (Karte)               | Wohnhaus                                                                                             | | Wohnhaus                                                                                             |
| 399  | Steinstraße 4 (Karte)               | Wohnhaus                                                                                             | | |
| 400  | Steinstraße 5 (Karte)               | Wohnhaus                                                                                             | | Wohnhaus                                                                                             |
| 401  | Steinstraße 7 (Karte)               | Wohnhaus                                                                                             | | |
| 403  | Steinstraße 9 (Karte)               | Wohnhaus                                                                                             | | |
| 404  | Steinstraße 12 (Karte)              | Wohnhaus                                                                                             | | Wohnhaus                                                                                             |
| 1518 | Steinstraße 14 (Karte)              | Wohn- und Geschäftshaus                                                                              | | Wohn- und Geschäftshaus                                                                              |
| 405  | Steinstraße 15 (Karte)              | Wohnhaus                                                                                             | | Wohnhaus                                                                                             |
| 406  | Steinstraße 16 (Karte)              | Wohnhaus                                                                                             | | Wohnhaus                                                                                             |
| 407  | Steinstraße 17 (Karte)              | Wohnhaus                                                                                             | | Wohnhaus                                                                                             |
| 408  | Steinstraße 18 (Karte)              | Wohnhaus                                                                                             | | Wohnhaus                                                                                             |
| 409  | Steinstraße 19 (Karte)              | Wohnhaus                                                                                             | | Wohnhaus                                                                                             |
| 410  | Steinstraße 20 (Karte)              | Wohnhaus                                                                                             | | |
| 411  | Steinstraße 22 (Karte)              | Wohnhaus                                                                                             | | |
| 412  | Steinstraße 24 (Karte)              | Wohnhaus                                                                                             | | Wohnhaus                                                                                             |
| 413  | Steinstraße 28 (Karte)              | Wohnhaus                                                                                             | | Wohnhaus                                                                                             |
| 414  | Steinstraße 30 (Karte)              | Wohnhaus                                                                                             | | Wohnhaus                                                                                             |
| 415  | Steinstraße 37 (Karte)              | Wohnhaus                                                                                             | | |
| 417  | Steinstraße 39 (Karte)              | Wohnhaus                                                                                             | | Wohnhaus                                                                                             |
| 418  | Steinstraße 40 (Karte)              | Wohnhaus                                                                                             | | |
| 419  | Steinstraße 42 (Karte)              | Wohnhaus                                                                                             | | Wohnhaus                                                                                             |
| 420  | Steinstraße 45 (Karte)              | Wohnhaus                                                                                             | | Wohnhaus                                                                                             |
| 421  | Steinstraße 47 (Karte)              | Wohnhaus                                                                                             | | |
| 422  | Steinstraße 48 (Karte)              | Wohnhaus                                                                                             | | |
| 424  | Steinstraße 50 (Karte)              | Wohnhaus                                                                                             | | Wohnhaus                                                                                             |
| 425  | Steinstraße 55 (Karte)              | Wohnhaus                                                                                             | | |
| 427  | Steinstraße 62 (Karte)              | Wohnhaus                                                                                             | | |
| 428  | Steinstraße 64 (Karte)              | Wohnhaus                                                                                             | | |
| 429  | Wismarsche Straße 2 (Karte)         | Wohnhaus                                                                                             | | |
| 430  | Wismarsche Straße 7 (Karte)         | Wohnhaus                                                                                             | | |
| 431  | Wismarsche Straße 11 (Karte)        | altes Elektrizitätswerk mit Wohnhaus, Maschinenhaus und Stall                                        | | |
| 432  | Wismarsche Straße 12 (Karte)        | Wohnhaus                                                                                             | | |
| 433  | Wismarsche Straße 14 (Karte)        | Wohnhaus                                                                                             | | |
| 434  | Wismarsche Straße 17 (Karte)        | Speicher                                                                                             | | |
| 435  | Wismarsche Straße 19 (Karte)        | Wohnhaus                                                                                             | | |
| 437  | Wismarsche Straße 22 (Karte)        | Wohnhaus                                                                                             | | |
| 438  | Wismarsche Straße 24 (Karte)        | Wohnhaus mit Nebenflügel                                                                             | | |
| 439  | Wismarsche Straße 28 (Karte)        | Wohnhaus                                                                                             | | |
| 440  | Wismarsche Straße 9 (Karte)         | Molkereigebäude                                                                                      | | |
| 441  | Wollbrüggerstraße 4 (Karte)         | Wohnhaus                                                                                             | | |
| 442  | Wollbrüggerstraße 5 (Karte)         | Wohnhaus                                                                                             | | |
| 444  | Wollbrüggerstraße 8 (Karte)         | Wohnhaus                                                                                             | | |
| 445  | Wollbrüggerstraße 9 (Karte)         | Wohnhaus                                                                                             | | |
| 446  | Wollbrüggerstraße 10 (Karte)        | Wohnhaus                                                                                             | | |
| 447  | Wollbrüggerstraße 12 (Karte)        | Wohnhaus                                                                                             | | Wohnhaus                                                                                             |
| 448  | Wollbrüggerstraße 14 (Karte)        | Wohnhaus                                                                                             | | Wohnhaus                                                                                             |
| 449  | Wollbrüggerstraße 16 (Karte)        | Wohnhaus                                                                                             | | Wohnhaus                                                                                             |

### Ganzow
| ID   | Lage | Bezeichnung                                            | Beschreibung | Bild                               |
| ---- | --- | ------------------------------------------------------ | --- | ---------------------------------- |
| 453  | Dorfstraße 18 (Karte)                                                                                       | Bauernhaus                                             | |                                    |
| 454  | Ganzow 6, 4, 4a (Karte)                                                                                     | Gutshaus Ganzow (1755) mit Scheune                     | spätbarockes Herrenhaus, erbaut 1755 unter Einbeziehung älterer Gebäudeteile von 1680. Größte Dreiflügelanlage in Fachwerkbauweise im ländlichen Raum Mecklenburg-Vorpommerns. | Gutshaus Ganzow (1755) mit Scheune |
| 1586 | B 208 / 60 / 4.598 (Ganzow, am Ortseingang aus Richtung Gadebusch, südliche Straßenseite hinter Leitplanke) | Meilenstein (Halbmeilenobelisk) (Flur 2, Flurstück 19) | Mecklenburg-Schweriner Halbmeilenobelisk | Weitere Bilder                     |

### Güstow
| ID  | Lage          | Bezeichnung    | Beschreibung | Bild |
| --- | ------------- | -------------- | ------------ | ---- |
| 674 | Dorfstraße 20 | Bauernhof      |              |      |
| 675 | Kiebitzweg 19 | Büdnerei Hof 8 |              |      |

### Möllin
| ID  | Lage          | Bezeichnung              | Beschreibung | Bild |
| --- | ------------- | ------------------------ | ------------ | ---- |
| 934 | Dorfstraße 13 | Bauernhaus               |              |      |
| 935 | Dorfstraße 12 | Rauchhaus mit Scheune    |              |      |
| 936 | Dorfstraße    | Scheune                  |              |      |
| 937 |               | Kriegerdenkmal 1914/1918 |              |      |

### Neu Güstow
| ID  | Lage | Bezeichnung | Beschreibung | Bild |
| --- | ---- | ----------- | ------------ | ---- |
| 966 |      | Bauernhaus  |              |      |

### Stresdorf
| ID   | Lage         | Bezeichnung                                                                    | Beschreibung | Bild |
| ---- | ------------ | ------------------------------------------------------------------------------ | ------------ | ---- |
| 1394 | Dorfstraße 4 | Hof Tanger                                                                     |              |      |
| 1395 | Dorfstraße   | Hofanlage Behrens mit Wohnhaus, Scheune, 2 Stallgebäuden, Brunnen und Backhaus |              |      |
| 1396 | Dorfstraße 3 | Hofanlage Radsack                                                              |              |      |

## Ehemalige Denkmale

### Gadebusch
| ID  | Lage                         | Bezeichnung         | Beschreibung | Bild     |
| --- | ---------------------------- | ------------------- | ------------ | -------- |
| 346 | Lübsche Straße               | Transformatorenhaus |              |          |
| 355 | Mühlenstraße 15              | Wohnhaus            |              |          |
| 384 | Schweriner Straße 21         | Wohnhaus            |              |          |
| 386 | Schweriner Straße 23         | Wohnhaus            |              |          |
| 388 | Schweriner Straße 36         | Wohnhaus            |              | Wohnhaus |
| 423 | Steinstraße 49 (Karte)       | Wohnhaus            |              |          |
| 426 | Steinstraße 60 (Karte)       | Wohnhaus            |              |          |
| 436 | Wismarsche Straße 21 (Karte) | Wohnhaus            |              |          |
| 443 | Wollbrüggerstraße 6          | Wohnhaus            |              |          |

## Quelle
Denkmalliste des Landkreises Nordwestmecklenburg (Stand: 9. November 2023; PDF, 1,2 MByte)